# Андреевское (озеро, Киев)
Андреевское (Богатырское, Пожежне, Опечень-3) (укр. Андріївське) — водоем, расположенный на территории Оболонского района Киевского горсовета.
Данные о характеристиках водоёма в источниках разнятся. В качестве значений площади поверхности приводятся значения 19,6 га, 14,9 га. Длина водоёма оценивается в 0,7 км, ширина — в 0,2 км, 0,25 км.
Вода в озере грязная, относится к IV—V классу. Имеются стихийные пляжи. Является местом любительской рыбалки.

## География
Водоем имеет техническое назначение, принимает воду из дождевой канализации с территории Подольского и Оболонского районов города Киева.
Расположено на правом берегу Днепра западнее 5-го микрорайона жилого массива Оболонь: восточнее улицы Богатырской, западнее улицы Маршала Малиновского, севернее улицы Добрынинская, южнее улицы Маршала Тимошенко. На севере и востоке расположена жилая и нежилая застройка. Одна из частей дренажной системы Опечень. Северо-западнее расположена Опечень 4, юго-восточнее — Опечень 5, восточнее — станция метро «Оболонь».